# 벌머과일박쥐
벌머과일박쥐(Aproteles bulmerae)는 큰박쥐과에 속하는 박쥐의 일종이다. 서식지 감소와 사냥때문에 절멸위급종으로 분류되고 있다. 벌머과일박쥐속(Aproteles)의 유일종이다.

## 특징
벌머과일박쥐는 다 자라면 몸무게가 600g 정도이다. 중층 산지 숲 속의 동굴에서 서식한다. 서식 고도는 최소한 해발 1800m와 2400m 사이이다. 절대 과식성 동물로 추정하고 있으며, 동굴에서 무리를 지어 생활한다.
벌머과일박쥐의 학명 중, 속명("Aproteles")은 그리스어로 "앞이 불완전하다"라는 의미로 "아래 앞니가 없"기 때문에 붙여진 이름이고, 종소명("bulmerae")은 초기 화석이 발견되는 유적지를 발굴한 고고학자 발머(Susan Bulmer)의 이름에서 유래했다.